# Mistrzostwa Świata w Hokeju na Lodzie 2011 (I Dywizja)
Mistrzostwa Świata w Hokeju na Lodzie I dywizji 2011 odbyły się w dwóch państwach: na Węgrzech (Budapeszt) oraz na Ukrainie (Kijów). Zawody rozegrane zostały w dniach 17 – 23 kwietnia. Był to 15. turniej o awans do Elity mistrzostw świata (wcześniej grupy A).
W tej części mistrzostw uczestniczyło 12 drużyn, które podzielone zostały na dwie grupy, w których rozegrano mecze systemem każdy z każdym. Zwycięzcy turniejów awansowali do Elity. Najgorsze spadły do II dywizji.
Hale, w których odbyły się zawody to:
- Papp László Budapest Sportaréna (Budapeszt)
- Pałac Sportu (Kijów)

Na tym poziomie rozgrywek, w grupie A miała uczestniczyć reprezentacja Japonii, jednak Japońska Federacja hokeja na lodzie wycofała się z mistrzostw w związku z katastrofalnym w skutkach tsunami, mające miejsce po trzęsieniu ziemi.

## Grupa A
Wyniki
| 17 kwietnia 2011 | Hiszpania | 0:2 | Włochy | Sportaréna, Budapeszt |

| Szczegóły      | Szczegóły | Szczegóły       | Szczegóły                                  | Szczegóły                                |
| -------------- | --------- | --------------- | ------------------------------------------ | ---------------------------------------- |
| Godzina: 16:00 |           | (0:0, 0:1, 0:1) | 29:05 (PP) P. Iannone 49:53 (PP) A. Helfer | Widzów: 2900 Sędzia główny: Peter Loksik |

| 17 kwietnia 2011 | Holandia | 3:7 | Węgry | Sportaréna, Budapeszt |

| Szczegóły      | Szczegóły                                                                       | Szczegóły       | Szczegóły | Szczegóły                               |
| -------------- | ------------------------------------------------------------------------------- | --------------- | --- | --------------------------------------- |
| Godzina: 19:30 | D. Hagemeijer 31:07 (PP) C. van Schagen 32:05 (EQ) I. van den Heuvel 58:56 (EQ) | (0:4, 2:1, 1:2) | 13:53 (EQ) L. Sikorcin 15:56 (PP) A. Horváth 17:13 (EQ) C. Kovács 18:12 (EQ) I. Sofron 28:35 (PP) I. Sofron 43:59 (EQ) M. Vas 55:43 (EQ) J. Vas | Widzów: 7981 Sędzia główny: Harry Dumas |

| 18 kwietnia 2011 | Włochy | 3:2 | Holandia | Sportaréna, Budapeszt |

| Szczegóły      | Szczegóły                                                           | Szczegóły       | Szczegóły                                       | Szczegóły                                    |
| -------------- | ------------------------------------------------------------------- | --------------- | ----------------------------------------------- | -------------------------------------------- |
| Godzina: 16:00 | L. Ansoldi 00:21 (EQ) G. Scandella 03:40 (SH) P. Iannone 26:40 (PP) | (2:1, 1:1, 0:0) | 16:56 (PP) A. Demelinne 24:11 (EQ) A. Demelinne | Widzów: 2820 Sędzia główny: Jimmy Bergamelli |

| 18 kwietnia 2011 | Węgry | 6:3 | Korea Południowa | Sportaréna, Budapeszt |

| Szczegóły      | Szczegóły | Szczegóły       | Szczegóły                                                      | Szczegóły                                |
| -------------- | --- | --------------- | -------------------------------------------------------------- | ---------------------------------------- |
| Godzina: 19:30 | M. Vas 05:08 (EQ) R. Holéczy 09:39 (EQ) I. Sofron 17:55 (EQ) D. Kóger 55:17 (EQ) I. Sofron 55:24 (EQ) I. Sofron 58:38 (EQ) | (3:1, 0:0, 3:2) | 14:58 (EQ) Lee D. K. 45:52 (EQ) Kim S. W. 49:04 (EQ) Sin S. W. | Widzów: 7366 Sędzia główny: Igor Dremelj |

| 20 kwietnia 2011 | Hiszpania | 2:8 | Holandia | Sportaréna, Budapeszt |

| Szczegóły      | Szczegóły                                   | Szczegóły       | Szczegóły | Szczegóły                                |
| -------------- | ------------------------------------------- | --------------- | --- | ---------------------------------------- |
| Godzina: 16:00 | C. Quevedo 44:25 (EQ) J. Palacin 52:25 (PP) | (0:4, 0:2, 2:2) | 03:33 (EQ) J. Schaafsma 07:10 (EQ) A. Demelinne 09:31 (SH) D. Hagemeijer 10:43 (EQ) M. Kars 30:46 (EQ) R. Wurm 35:14 (PP) D. Hagemeijer 45:57 (EQ) R. Wurm 47:47 (EQ) M. Kars | Widzów: 1960 Sędzia główny: Peter Loksik |

| 20 kwietnia 2011 | Włochy | 6:0 | Korea Południowa | Sportaréna, Budapeszt |

| Szczegóły      | Szczegóły | Szczegóły       | Szczegóły | Szczegóły                               |
| -------------- | --- | --------------- | --------- | --------------------------------------- |
| Godzina: 19:30 | M. Insam 10:54 (EQ) G. Scandella 24:28 (PP) M. Insam 35:55 (EQ) A. Egger 40:46 (EQ) T. Larkin 52:07 (SH) P. Iannone 58:54 (EQ) | (1:0, 2:0, 3:0) |           | Widzów: 2650 Sędzia główny: Harry Dumas |

| 22 kwietnia 2011 | Holandia | 3:6 | Korea Południowa | Sportaréna, Budapeszt |

| Szczegóły      | Szczegóły                                                                | Szczegóły       | Szczegóły | Szczegóły                                |
| -------------- | ------------------------------------------------------------------------ | --------------- | --- | ---------------------------------------- |
| Godzina: 16:00 | 18:00 (EQ) I. van den Heuvel 20:35 (EQ) J. Schaafsma 36:00 (EQ) R. Wurm) | (1:1, 2:4, 0:1) | 03:48 (SH) Lee Y.J. 21:30 (EQ) Kim W.J. 30:19 (EQ) Kim G.H. 32:30 (EQ) Park W.S. 34:08 (EQ) Lee D.K. 58:04 (EQ) Kim G.H. | Widzów: 2882 Sędzia główny: Igor Dremelj |

| 22 kwietnia 2011 | Węgry | 13:1 | Hiszpania | Sportaréna, Budapeszt |

| Szczegóły      | Szczegóły | Szczegóły       | Szczegóły           | Szczegóły                                    |
| -------------- | --- | --------------- | ------------------- | -------------------------------------------- |
| Godzina: 19:30 | 09:15 (PP) T. Pozsgai 10:32 (EQ) A. Benk 11:24 (EQ) A. Horváth 15:41 (SH) B. Ladányi 16:55 (EQ) B. Magosi 28:16 (PP) A. Horváth 31:43 (PP) K. Palkovics 35:20 (EQ) C. Kovács 47:42 (EQ) K. Palkovics 48:37 (EQ) N. Galanisz 51:35 (PP) C. Kovács 52:53 (EQ) I. Bartalis 56:39 (PP) I. Sofron | (5:0, 3:0, 5:1) | 46:20 (PP) J. Brabo | Widzów: 8479 Sędzia główny: Jimmy Bergamelli |

| 23 kwietnia 2011 | Korea Południowa | 2:3 pd. | Hiszpania | Sportaréna, Budapeszt |

| Szczegóły      | Szczegóły                               | Szczegóły            | Szczegóły                                                           | Szczegóły                                |
| -------------- | --------------------------------------- | -------------------- | ------------------------------------------------------------------- | ---------------------------------------- |
| Godzina: 16:00 | Kim W.J. 36:23 (EQ) Kim W.J. 52:55 (EQ) | (0:1, 1:0, 1:1, 0:1) | 18:09 (EQ) J.J. Palacin 45:23 (EQ) C. Quevedo 64:05 (PP) S. Barnola | Widzów: 2996 Sędzia główny: Igor Dremelj |

| 23 kwietnia 2011 | Włochy | 4:3 pd. | Węgry | Sportaréna, Budapeszt |

| Szczegóły      | Szczegóły                                                                                   | Szczegóły            | Szczegóły                                                      | Szczegóły                               |
| -------------- | ------------------------------------------------------------------------------------------- | -------------------- | -------------------------------------------------------------- | --------------------------------------- |
| Godzina: 19:30 | M. Souza 03:36 (EQ) G. Scandella 10:00 (EQ) G. Scandella 19:51 (PP) G. Scandella 60:56 (PP) | (3:1, 0:1, 0:0, 1:0) | 11:42 (PP) B. Ladányi 29:57 (EQ) L. Sikorcin 44:21 (EQ) M. Vas | Widzów: 8723 Sędzia główny: Harry Dumas |

### Tabela
Lp. = lokata, M = liczba rozegranych spotkań, W = Wygrane, WpD = Wygrane po dogrywce lub karnych, PpD = Porażki po dogrywce lub karnych, P = Porażki, G+ = Gole strzelone, G- = Gole stracone, Pkt = Liczba zdobytych punktów,       = awans do elity,       = spadek do II dywizji
| Lp. | Zespół           | M | W | WpD | PpD | P | G + | G - | +/- | Pkt |
| --- | ---------------- | - | - | --- | --- | - | --- | --- | --- | --- |
| 1   | Włochy           | 4 | 3 | 1   | 0   | 0 | 15  | 5   | +10 | 11  |
| 2   | Węgry            | 4 | 3 | 0   | 1   | 0 | 29  | 11  | +18 | 10  |
| 3   | Korea Południowa | 4 | 1 | 0   | 1   | 2 | 11  | 18  | -7  | 4   |
| 4   | Holandia         | 4 | 1 | 0   | 0   | 3 | 16  | 18  | -2  | 3   |
| 5   | Hiszpania        | 4 | 0 | 1   | 0   | 3 | 6   | 25  | -19 | 2   |

## Grupa B
Wyniki
| 17 kwietnia 2011 | Estonia | 1:5 | Kazachstan | Pałac Sportu, Kijów |

| Szczegóły      | Szczegóły            | Szczegóły       | Szczegóły | Szczegóły                                  |
| -------------- | -------------------- | --------------- | --- | ------------------------------------------ |
| Godzina: 12:30 | A. Markov 28:46 (EQ) | (0:2, 1:1, 0:2) | 07:58 (EQ) F. Poliszczuk 16:01 (PP) W. Krasnosłobodcew 39:18 (EQ) D. Dudariew 55:48 (EQ) T. Żajłauow 59:08 (EQ) R. Starczenko | Widzów: 1602 Sędzia główny: Ruud van Baast |

| 17 kwietnia 2011 | Litwa | 1:5 | Polska | Pałac Sportu, Kijów |

| Szczegóły      | Szczegóły                | Szczegóły       | Szczegóły | Szczegóły                              |
| -------------- | ------------------------ | --------------- | --- | -------------------------------------- |
| Godzina: 16:00 | P. Rulevicius 12:21 (PP) | (1:2, 0:2, 0:1) | 09:19 (PP) M. Danieluk 15:00 (PP) J. Witecki 38:38 (SH) J. Rzeszutko 39:38 (EQ) M. Łopuski 51:02 (PP) M. Kolusz | Widzów: 2813 Sędzia główny: Jan Hribik |

| 17 kwietnia 2011 | Wielka Brytania | 5:3 | Ukraina | Pałac Sportu, Kijów |

| Szczegóły      | Szczegóły                                                                                                 | Szczegóły       | Szczegóły                                                                       | Szczegóły                                  |
| -------------- | --- | --------------- | ------------------------------------------------------------------------------- | ------------------------------------------ |
| Godzina: 19:30 | D. Clarke 24:15 (EQ) R. Dowd 31:11 (EQ) D. Clarke 36:22 (EQ) C. Shields 43:05 (EQ) J. Phillips 52:24 (EQ) | (0:1, 3:2, 2:0) | 11:40 (PP) O. Pobiedonoscew 26:12 (PP) O. Tymczenko 38:03 (EQ) O. Pobiedonoscew | Widzów: 6213 Sędzia główny: Richard Schütz |

| 18 kwietnia 2011 | Polska | 8:3 | Estonia | Pałac Sportu, Kijów |

| Szczegóły      | Szczegóły | Szczegóły       | Szczegóły                                                       | Szczegóły                                 |
| -------------- | --- | --------------- | --------------------------------------------------------------- | ----------------------------------------- |
| Godzina: 12:30 | K. Zapała 05:47 (EQ) M. Łopuski 23:58 (EQ) M. Urbanowicz 36:55 (EQ) M. Łopuski 41:03 (EQ) M. Kolusz 42:37 (EQ) J. Rzeszutko 49:18 (SH) K. Dziubiński 52:39 (EQ) G. Pasiut 54:42 (EQ) | (1:0, 2:1, 5:2) | 21:00 (EQ) A. Petrov 55:37 (EQ) A. Sibirtsev 58:01 (EQ) D. Suur | Widzów: 875 Sędzia główny: Richard Schütz |

| 18 kwietnia 2011 | Kazachstan | 2:1 | Wielka Brytania | Pałac Sportu, Kijów |

| Szczegóły      | Szczegóły                                     | Szczegóły     | Szczegóły               | Szczegóły                              |
| -------------- | --------------------------------------------- | ------------- | ----------------------- | -------------------------------------- |
| Godzina: 16:00 | A. Gawrilin 29:08 (EQ) D. Dudariew 54:34 (EQ) | (0:1,1:0,1:0) | 14:46 (EQ) D. Longstaff | Widzów: 2119 Sędzia główny: Jan Hribik |

| 18 kwietnia 2011 | Ukraina | 5:1 | Litwa | Pałac Sportu, Kijów |

| Szczegóły      | Szczegóły | Szczegóły       | Szczegóły            | Szczegóły                               |
| -------------- | --- | --------------- | -------------------- | --------------------------------------- |
| Godzina: 19:30 | D. Nimenko 02:33 (EQ) O. Pobiedonoscew 14:28 (PP) O. Materuchin 37:33 (EQ) S. Czernienko 44:43 (EQ) O. Szafarenko 46:18 (EQ) | (2:0, 1:1, 2:0) | 22:11 (EQ) M. Kieras | Widzów: 3675 Sędzia główny: David Lewis |

| 20 kwietnia 2011 | Kazachstan | 7:0 | Litwa | Pałac Sportu, Kijów |

| Szczegóły      | Szczegóły | Szczegóły       | Szczegóły | Szczegóły                                  |
| -------------- | --- | --------------- | --------- | ------------------------------------------ |
| Godzina: 12:30 | T. Żajłauow 03:05 (EQ) J. Bumagin 07:13 (EQ) J. Bumagin 26:54 (EQ) K. Romanow 30:26 (EQ) R. Starczenko 31:04 (EQ) T. Żajłauow 53:45 (PP) M. Chudiakow 55:58 (EQ) | (2:0, 3:0, 2:0) |           | Widzów: 1002 Sędzia główny: Ruud van Baast |

| 20 kwietnia 2011 | Estonia | 0:7 | Wielka Brytania | Pałac Sportu, Kijów |

| Szczegóły      | Szczegóły | Szczegóły       | Szczegóły | Szczegóły                               |
| -------------- | --------- | --------------- | --- | --------------------------------------- |
| Godzina: 16:00 |           | (0:7, 0:0, 0:0) | 03:06 (PP) P. Hill 04:59 (EQ) A. Tait 08:19 (EQ) D. Longstaff 08:45(EQ) D. Phillips 10:41 (EQ) D. Clarke 18:17 (EQ) B. O’Connor 19:42 (PP) R. Dowd | Widzów: 1248 Sędzia główny: David Lewis |

| 20 kwietnia 2011 | Ukraina | 4:1 | Polska | Pałac Sportu, Kijów |

| Szczegóły      | Szczegóły                                                                                      | Szczegóły       | Szczegóły            | Szczegóły                              |
| -------------- | ---------------------------------------------------------------------------------------------- | --------------- | -------------------- | -------------------------------------- |
| Godzina: 19:30 | A. Michnow 14:47 (PP) O. Szafarenko 23:54 (EQ) O. Tymczenko 33:37 (EQ) O. Tymczenko 39:58 (PP) | (1:0, 3:1, 0:0) | 39:23 (SH) G. Pasiut | Widzów: 6676 Sędzia główny: Jan Hribik |

| 21 kwietnia 2011 | Wielka Brytania | 5:2 | Litwa | Pałac Sportu, Kijów |

| Szczegóły      | Szczegóły | Szczegóły       | Szczegóły                                       | Szczegóły                                 |
| -------------- | --- | --------------- | ----------------------------------------------- | ----------------------------------------- |
| Godzina: 12:30 | M. Myers 02:31 (EQ) B. O' Connor 13:26 (PP) D. Longstaff 16:59 (EQ) D. Clarke 19:24 (PS) C. Neilson 30:12 (EQ) | (4:0, 1:1, 0:1) | 32:56 (SH) D. Lelėnas 50:14 (EQ) D. Pliskauskas | Widzów: 714 Sędzia główny: Richard Schütz |

| 21 kwietnia 2011 | Polska | 2:4 | Kazachstan | Pałac Sportu, Kijów |

| Szczegóły      | Szczegóły                                          | Szczegóły       | Szczegóły                                                                                       | Szczegóły                               |
| -------------- | -------------------------------------------------- | --------------- | ----------------------------------------------------------------------------------------------- | --------------------------------------- |
| Godzina: 16:00 | M. Urbanowicz 41:06 (EQ) L. Laszkiewicz 50:06 (PP) | (0:2, 0:1, 2:1) | 05:57 (EQ) M. Bielajew 11:37 (PP) R. Sawczenko 34:58 (EQ) K. Puszkariow 59:08 (EN) M. Siemionow | Widzów: 1538 Sędzia główny: David Lewis |

| 21 kwietnia 2011 | Ukraina | 5:2 | Estonia | Pałac Sportu, Kijów |

| Szczegóły      | Szczegóły | Szczegóły       | Szczegóły                                 | Szczegóły                                  |
| -------------- | --- | --------------- | ----------------------------------------- | ------------------------------------------ |
| Godzina: 19:30 | W. Szachrajczuk 17:27 (PP) O. Tymczenko 23:15 (EQ) S. Kłymentjew 23:59 (EQ) O. Materuchin 33:37 (PP) O. Materuchin 39:06 (SH) | (1:0, 4:2, 0:0) | 24:21 (EQ) A. Markov 37:17 (EQ) A. Markov | Widzów: 5238 Sędzia główny: Ruud van Baast |

| 23 kwietnia 2011 | Litwa | 5:2 | Estonia | Pałac Sportu, Kijów |

| Szczegóły      | Szczegóły | Szczegóły       | Szczegóły                                     | Szczegóły                                 |
| -------------- | --- | --------------- | --------------------------------------------- | ----------------------------------------- |
| Godzina: 12:30 | M. Kieras 05:12 (PP) A. Katulis 09:49 (PP) P. Verenis 31:57 (EQ) D. Kumeliauskas 48:28 (EQ) P. Verenis 58:58 (EN) | (2:1, 1:1, 2:0) | 19:17 (EQ) V. Titarenko 35:20 (EQ) T. Suursoo | Widzów: 892 Sędzia główny: Richard Schütz |

| 23 kwietnia 2011 | Polska | 2:3 | Wielka Brytania | Pałac Sportu, Kijów |

| Szczegóły      | Szczegóły                                         | Szczegóły       | Szczegóły                                                         | Szczegóły                              |
| -------------- | ------------------------------------------------- | --------------- | ----------------------------------------------------------------- | -------------------------------------- |
| Godzina: 15:00 | F. Drzewiecki 06:51 (EQ) K. Dziubiński 33:36 (EQ) | (1:2, 1:0, 0:1) | 13:15 (PP) J. Weaver 13:55 (EQ) R. Cowley 53:04 (PP) B. O' Connor | Widzów: 1754 Sędzia główny: Jan Hribik |

| 23 kwietnia 2011 | Kazachstan | 3:2 pd. | Ukraina | Pałac Sportu, Kijów |

| Szczegóły      | Szczegóły                                                              | Szczegóły            | Szczegóły                                       | Szczegóły                               |
| -------------- | ---------------------------------------------------------------------- | -------------------- | ----------------------------------------------- | --------------------------------------- |
| Godzina: 18:30 | M. Bielajew 31:11 (PP) A. Gawrilin 52:22 (EQ) F. Poliszczuk 62:01 (EQ) | (0:0, 1:1, 1:1, 1:0) | 39:40 (PP) J. Nawarenko 45:08 (EQ) O. Tymczenko | Widzów: 6837 Sędzia główny: David Lewis |

### Tabela
Lp. = lokata, M = liczba rozegranych spotkań, W = Wygrane, WpD = Wygrane po dogrywce lub karnych, PpD = Porażki po dogrywce lub karnych, P = Porażki, G+ = Gole strzelone, G- = Gole stracone, Pkt = Liczba zdobytych punktów,       = awans do elity,       = spadek do II dywizji
| Lp. | Zespół          | M | W | WpD | PpD | P | G + | G - | +/- | Pkt |
| --- | --------------- | - | - | --- | --- | - | --- | --- | --- | --- |
| 1   | Kazachstan      | 5 | 4 | 1   | 0   | 0 | 21  | 6   | +15 | 14  |
| 2   | Wielka Brytania | 5 | 4 | 0   | 0   | 1 | 21  | 9   | +12 | 12  |
| 3   | Ukraina         | 5 | 3 | 0   | 1   | 1 | 19  | 12  | +7  | 10  |
| 4   | Polska          | 5 | 2 | 0   | 0   | 3 | 18  | 15  | +3  | 6   |
| 5   | Litwa           | 5 | 1 | 0   | 0   | 4 | 9   | 24  | -15 | 3   |
| 6   | Estonia         | 5 | 0 | 0   | 0   | 5 | 8   | 30  | -22 | 0   |

Statystyki
- Klasyfikacja strzelców:  David Clarke,  Ołeh Tymczenko ex aequo – 4 gole
- Klasyfikacja asystentów:  Jonathan Weaver,  Witalij Lutkewycz ex aequo – 7 asyst
- Klasyfikacja kanadyjska:  Ołeksandr Materuchin – 9 punktów
- Klasyfikacja +/-:  Witalij Lutkewycz – +7
- Klasyfikacja skuteczności interwencji bramkarzy:  Stephen Murphy – 93,48%
- Klasyfikacja średniej goli straconych na mecz bramkarzy:  Witalij Jeriemiejew – 1,49

Nagrody indywidualne
Dyrektoriat turnieju wybrał trójkę najlepszych zawodników, po jednej na każdej pozycji:
- Bramkarz:  Stephen Murphy
- Obrońca:  Roman Sawczenko
- Napastnik:  Ołeksandr Materuchin